# 24 uur van Daytona 1969
De 24 uur van Daytona 1969 was de 8e editie van deze endurancerace. De race werd verreden op 2 en 3 februari 1969 op de Daytona International Speedway nabij Daytona Beach, Florida.
De race werd gewonnen door de Roger Penske Racing #6 van Mark Donohue en Chuck Parsons, die allebei hun eerste Daytona-zege behaalden. De T5.0-klasse werd gewonnen door de Jon Ward Racing Ent. #26 van Jerry Titus en Jon Ward. De GT2.0-klasse werd gewonnen door de P.A.R.T. #20 van Tony Adamowicz, Bruce Jennings en Herb Wetanson. De T2.0-klasse werd gewonnen door de Fine Grinding Co. #14 van Bert Everett, Alan Johnson en Lin Coleman. De S2.0-klasse werd gewonnen door de Raceco of Miami #31 van Hugh Kleinpeter, Bob Beatty en John Gunn. De P2.0-klasse werd gewonnen door de Algar Enterprises #97 van Claudio Maglioli en Raffaele Pinto. De GT+5.0-klasse werd gewonnen door de Zorian Productions Ltd. #96 van Smokey Drolet, John Tremblay, Vince Gimondo en John Belperche. De GT5.0-klasse werd gewonnen door de North American Racing Team #41 van Sam Posey en Ricardo Rodríguez-Cavazos. De P3.0-klasse werd gewonnen door de Porsche System Engineering #93 van Udo Schütz, Gerhard Mitter en Richard Attwood.

## Race
Winnaars in hun klasse zijn vetgedrukt.
| Pos. | Klasse | No. | Team                                     | Coureurs                                                 | Chassis                      | Ronden |
| ---- | ------ | --- | ---------------------------------------- | -------------------------------------------------------- | ---------------------------- | ------ |
| 1    | S5.0   | 6   | Roger Penske Racing                      | Mark Donohue Chuck Parsons                               | Lola T70 Mk.3B GT            | 626    |
| 2    | S5.0   | 8   | American International Racing            | Ed Leslie Lothar Motschenbacher                          | Lola T70 Mk.3 GT             | 596    |
| 3    | T5.0   | 26  | Jon Ward Racing Ent.                     | Jerry Titus Jon Ward                                     | Pontiac Firebird             | 591    |
| 4    | GT2.0  | 20  | P.A.R.T.                                 | Tony Adamowicz Bruce Jennings Herb Wetanson              | Porsche 911 T                | 583    |
| 5    | T2.0   | 14  | Fine Grinding Co.                        | Bert Everett Alan Johnson Lin Coleman                    | Porsche 911                  | 581    |
| 6    | S2.0   | 31  | Raceco of Miami                          | Hugh Kleinpeter Bob Beatty John Gunn                     | Chevron B8                   | 579    |
| 7    | S5.0   | 9   | American International Racing            | Scooter Patrick Dave Jordan                              | Lola T70 Mk.3 GT             | 578    |
| 8    | T2.0   | 47  | Harold Williamson                        | Harold Williamson George Drolsom                         | Porsche 911                  | 577    |
| 9    | GT2.0  | 68  | Jacques Duval                            | Jacques Duval George Nicholas                            | Porsche 911 T/R              | 571    |
| 10   | GT2.0  | 48  | Wicky Racing Team                        | André Wicky Sylvain Garant                               | Porsche 911 T                | 569    |
| 11   | P2.0   | 97  | Algar Enterprises                        | Claudio Maglioli Raffaele Pinto                          | Lancia Fulvia HF Zagato      | 566    |
| 12   | T5.0   | 5   | Randy’s Auto Body                        | Bob Grossman Bob Dini                                    | Chevrolet Camaro             | 549    |
| 13   | T5.0   | 38  | Flem-Cor Ent.                            | Jim Corwin Mike Manner Carson Baird                      | Chevrolet Camaro             | 549    |
| 14   | T2.0   | 86  | RBM Motors                               | Pete Harrison Jack Ryan                                  | Porsche 911                  | 548    |
| 15   | S2.0   | 61  | Sportscars Unlimited Switzerland         | Masten Gregory Richard Broström                          | Porsche 910                  | 544    |
| 16   | GT+5.0 | 96  | Zorian Productions Ltd.                  | Smokey Drolet John Tremblay Vince Gimondo John Belperche | Chevrolet Corvette           | 532    |
| 17   | P2.0   | 83  | MacMillan Ring Free                      | Jim Baker Clive Baker Paul Richards                      | Austin-Healey Sprite         | 527    |
| 18   | P2.0   | 4   | HRH Corp.                                | Jim McDaniel Steve Pieper Bill Scott                     | Zink VSR                     | 519    |
| 19   | GT2.0  | 55  | Waldron Motors                           | Jim Gammon Ray Mummery                                   | MGB                          | 508    |
| 20   | S2.0   | 62  | Rainer Brezinka                          | Rudy Bartling Fritz Hochreuter Rainer Brezinka           | Porsche 906                  | 507    |
| 21   | T5.0   | 18  | Maurice Carter Chevrolet                 | Maurice Carter Nat Adams                                 | Chevrolet Camaro             | 501    |
| 22   | T5.0   | 32  | Harold Rose                              | Harold Rose Mike Richards                                | Chevrolet Camaro             | 499    |
| 23   | GT5.0  | 41  | North American Racing Team               | Sam Posey Ricardo Rodríguez-Cavazos                      | Ferrari 275 GTB/C            | 494    |
| 24   | P3.0   | 53  | Porsche System Engineering               | Udo Schütz Gerhard Mitter Richard Attwood                | Porsche 908 L                | 483    |
| 25   | T2.0   | 79  | Arthur Mollin Racing                     | Art Riley Arthur Mollin                                  | Volvo 122 S                  | 473    |
| 26   | S5.0   | 1   | J. W. Automotive Eng.                    | Jacky Ickx Jackie Oliver                                 | Ford GT40                    | 470    |
| 27   | GT2.0  | 81  | Auto of Italy Inc.                       | Bill Pryor José Marina                                   | Alfa Romeo Giulia SS         | 451    |
| 28   | T5.0   | 15  | Larry Drover                             | Larry Bock Larry Dent                                    | Chevrolet Camaro             | 449    |
| 29   | GT2.0  | 56  | Waldron Motors                           | Thomas Harris Chris Waldron Ben Scott                    | MGB                          | 428    |
| NC   | T2.0   | 43  | Gary Wright                              | Gary Wright Bill Craine                                  | Porsche 911                  | 337    |
| NC   | P2.0   | 98  | Algar Enterprises                        | Bruce Hollander Robert Clark Wayne Marsula               | Lancia Fulvia HF Zagato      | 331    |
| DNF  | P3.0   | 50  | Porsche System Engineering               | Jo Siffert Hans Herrmann                                 | Porsche 908 L                | 415    |
| DNF  | S5.0   | 2   | J. W. Automotive Eng.                    | David Hobbs Mike Hailwood                                | Ford GT40                    | 401    |
| DNF  | GT5.0  | 46  | Bud Boles Racing                         | John Debo E. M. Parkerson                                | Triumph TR4                  | 378    |
| DNF  | P3.0   | 54  | Porsche System Engineering               | Rolf Stommelen Kurt Ahrens                               | Porsche 908 L                | 313    |
| DNF  | P3.0   | 52  | Porsche System Engineering               | Vic Elford Brian Redman                                  | Porsche 908 L                | 277    |
| DNF  | P3.0   | 51  | Porsche System Engineering               | Richard Attwood Joe Buzzetta                             | Porsche 908 L                | 273    |
| DNF  | T2.0   | 77  | Williams Racing Ent.                     | Marty Gifford Bill Campbell                              | Porsche 911                  | 272    |
| DNF  | T2.0   | 22  | P.A.R.T.                                 | Bob Bailey Jim Locke Mike Downs                          | Porsche 911                  | 249    |
| DNF  | T2.0   | 73  | Fred Opert Racing                        | Fred Opert Paul Sanford                                  | Porsche 911                  | 223    |
| DNF  | GT2.0  | 57  | David Heinz Imports                      | Dave Heinz Clarence Moerwald                             | MGB                          | 221    |
| DNF  | T5.0   | 33  | John McComb Racing                       | John McComb Dave Dooley                                  | Ford Mustang                 | 219    |
| DNF  | T5.0   | 91  | Mar Shipping Co.                         | Norberto Mastandrea Doug Silvers Robin Ormes             | Chevrolet Camaro             | 210    |
| DNF  | T5.0   | 11  | Best Photo Serv Inc.                     | Don Yenko Dick Guldstrand                                | Chevrolet Camaro             | 208    |
| DNF  | GT+5.0 | 67  | Owens-Corning Fiberglass Troy Promotions | Jerry Thompson Jim Harrell Tony DeLorenzo                | Chevrolet Corvette Sting Ray | 201    |
| DNF  | T2.0   | 21  | P.A.R.T.                                 | Jim Netterstrom John Kelly                               | Porsche 911                  | 182    |
| DNF  | P3.0   | 58  | Escuderia Nacional CS                    | Alex Soler-Roig Rudi Lins                                | Porsche 907 2.2              | 158    |
| DNF  | T2.0   | 36  | Wilbur Pickett                           | Wilbur Pickett Mike Downs                                | Porsche 911                  | 153    |
| DNF  | P2.0   | 40  | North American Racing Team               | Charlie Kolb Giampiero Biscaldi                          | Ferrari Dino 206S            | 152    |
| DNF  | T5.0   | 17  | David McClain                            | David McClain Or Costanzo                                | Chevrolet Camaro             | 145    |
| DNF  | P3.0   | 25  | Dibos Ch.                                | Eduardo Dibos Mario Calabattisti                         | Alfa Romeo T33/2 2.5         | 139    |
| DNF  | T2.0   | 59  | Brumos Porsche                           | Peter Gregg Sten Axelsson                                | Porsche 911                  | 137    |
| DNF  | GT5.0  | 99  | Coguna Motors                            | Richard Robson Rajah Rodgers                             | Jaguar XKE                   | 116    |
| DNF  | GT+5.0 | 69  | Robert Esseks                            | Ed Lowther Robert Esseks Frank Dominianni                | Chevrolet Corvette           | 109    |
| DNF  | GT2.0  | 93  | Rick Cline                               | Rick Cline Michael Pickering                             | Triumph GT6                  | 108    |
| DNF  | T5.0   | 72  | Lafayette Speed Center                   | Billy Hagan John McVeigh Francis Gillebard               | Mercury Cougar               | 88     |
| DNF  | GT2.0  | 88  | Auto Enterprise of Chestnut Hills        | Francis Grant Dieter Oest Barry Batchin                  | Lancia Fulvia HF             | 79     |
| DNF  | S5.0   | 38  | Team Raceco of Miami                     | Fausto Merello Umberto Maglioli Eddie Alvarez            | Ferrari 250 LM               | 68     |
| DNF  | S5.0   | 60  | Sportscars Unlimited Switzerland         | Jo Bonnier Ulf Norinder                                  | Lola T70 Mk.3B GT            | 52     |
| DNF  | GT+5.0 | 16  | Rafferty Racing                          | Wedge Rafferty Jack Gearhart Dick Wisler                 | Chevrolet Corvette           | 48     |
| DNF  | T5.0   | 92  | Wilton Jowett                            | Wilton Jowett Craig Fisher                               | Chevrolet Camaro             | 44     |
| DNF  | GT+5.0 | 66  | Owens-Corning Fiberglass Troy Promotions | Tony DeLorenzo Dick Lang                                 | Chevrolet Corvette Sting Ray | 23     |
| DNF  | S2.0   | 45  | Scuderia Autosport                       | George Waltman Wallis Bird                               | Osca GT2                     | 1      |
| DNS  | S5.0   | 7   | William Wonder Inc.                      | William Wonder Ray Cuomo                                 | Ford GT40                    | 0      |
| DNS  | T5.0   | 19  | Bud Moore                                | Charles Buckley Gordon Cooper                            | Mercury Cougar               | 0      |
| DNS  | P3.0   | 24  | Matra-Sports                             | Johnny Servoz-Gavin Henri Pescarolo                      | Matra-Sports 630M            | 0      |
| DNS  | T2.0   | 37  | Richard Crebs                            | Ronald Strickler Dennis Wherrell                         | Alfa Romeo GTA               | 0      |
| DNS  | T2.0   | 49  | Richard Crebs                            | Richard Crebs Robert Whitaker                            | Alfa Romeo GTA               | 0      |
| DNS  | T5.0   | 69  | LeVerne Hartje                           | James Hall                                               | Dodge Dart                   | 0      |

1962 · 1963 · 1964 · 1965 · 1966 · 1967 · 1968 · 1969 · 1970 · 1971 · 1972 · 1973 · 1974 · 1975 · 1976 · 1977 · 1978 · 1979 · 1980 · 1981 · 1982 · 1983 · 1984 · 1985 · 1986 · 1987 · 1988 · 1989 · 1990 · 1991 · 1992 · 1993 · 1994 · 1995 · 1996 · 1997 · 1998 · 1999 · 2000 · 2001 · 2002 · 2003 · 2004 · 2005 · 2006 · 2007 · 2008 · 2009 · 2010 · 2011 · 2012 · 2013 · 2014 · 2015 · 2016 · 2017 · 2018 · 2019 · 2020 · 2021 · 2022 · 2023 · 2024 · 2025